# Agenus

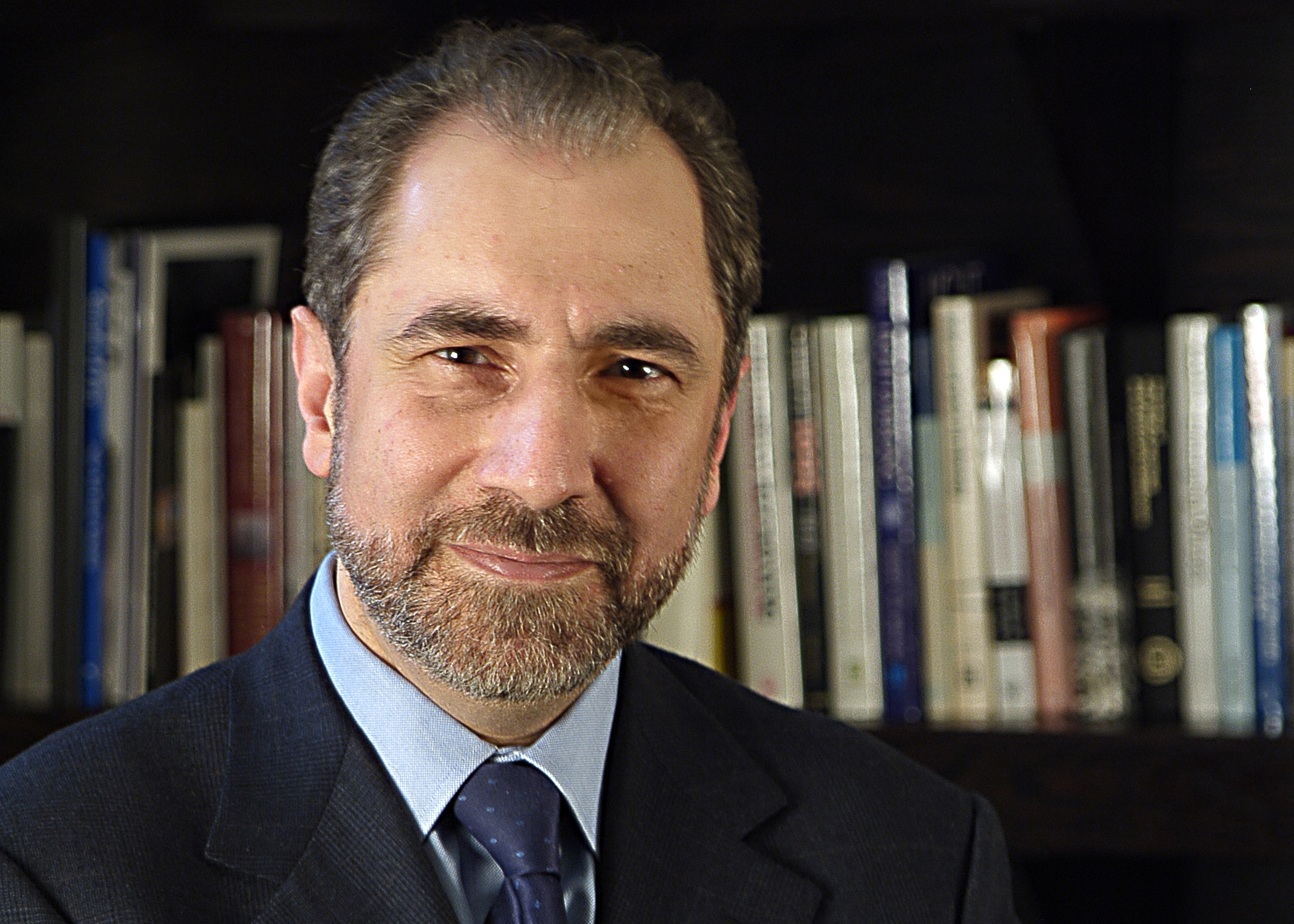
VD Garo Armen

Agenus är ett bioteknikföretag med bas i Lexington, Massachusetts, med inriktning mot immunoterapi inklusive immunonkologi.. Agenus, (tidigare Antigenics Inc.) grundades 1994 av Garo H. Armen och Pramod K. Srivastava. Företaget är listat på den amerikanska aktiebörsen, NASDAQ.  

## Forskningsområden
Ett prioriterat forskningsområde för företaget idag är Prophage-serien, vilket är en medicinsk produkt syftande till att bli ett erkänt cancer-vaccin. Den metod som används inom Prophage-serien är att vaccinen som erbjuds patienten skall vara specialbyggda för just den individen. Detta åstadkoms genom att patientens tumör först avlägsnas genom operation, varpå det "antigeniska fingeravtryck" fastställs och att vaccinet därefter konstrueras så att kroppens immunsystem kan fokusera på celler med just det fingeravtrycket.. 

## Artiklar
- Företagets hemsida
- Wall Street Journal-artikel om företaget